# Генерал-бас

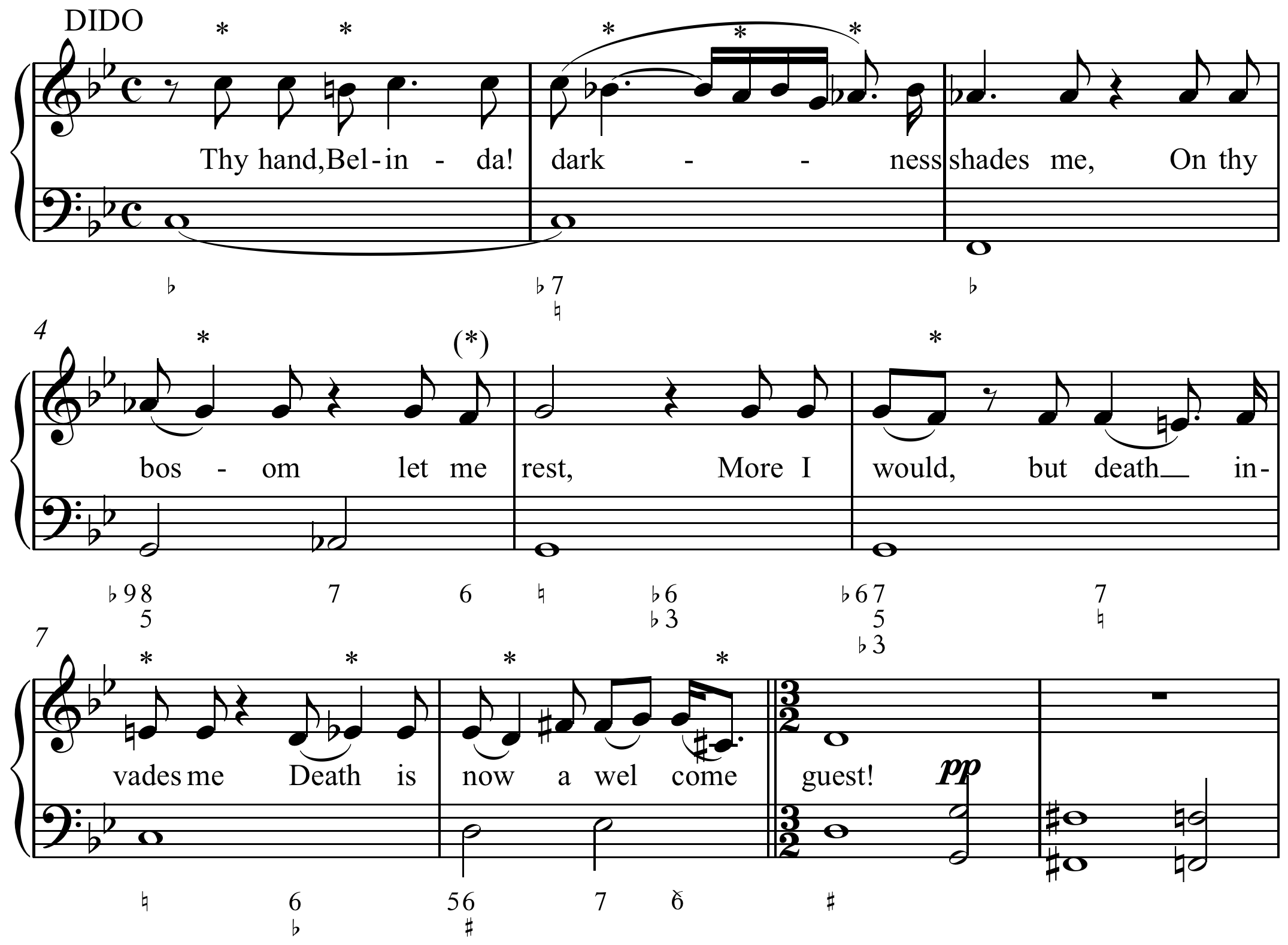
Мелодія «Thy Hand, Belinda» з опери Генрі Перселла Дідона і Еней (1689) з генерал-басом (з розшифровкою).

Генера́л-бас (нім. Generalbaß, дос. «загальний бас»),  італ. basso continuo, трансліт. ба́ссо контінуо, дос. «безперервний бас», цифрований бас (італ. basso numerato) — басовий голос багатоголосного музичного твору з цифрами (позначають співзвуччя), на основі яких виконавець будує (певною мірою імпровізує) акомпанемент. Генерал-бас склався в італійській інструментальній музиці XVI століття. Отримав загальне поширення в гомофонічній і поліфонічній музиці XVII — середини XVIII століть, особливо в епоху бароко.
Партію генерал-басу могли виконувати дві групи інструментів:
- Багатоголосні — здатні до акордової гри, наприклад, клавесин, орган, лютня.
- Низькі мелодичні — контрабас, віолончель, віола да гамба, фагот.

Генерал-бас записували за допомогою нот і цифр під цими нотами. Цифри позначали кількість ступенів між басом і акордовими звуками, які будувалися на ньому. Наприклад, цифра 7 означала побудову септакорду (з характерним тоном — септимою), 6 — секстакорду тощо
Зразки генерал-баса зустрічаються у творчості таких композиторів як Клаудіо Монтеверді, Генріх Шютц, Арканджело Кореллі, Алессандро Скарлатті, Йоганн Себастьян Бах, Георг Фрідріх Гендель, Джованні Перголезі. Починаючи з віденської класичної школи, що обмежила масштаб виконавського «волюнтаризму», генерал-бас вийшов з композиторської практики.
У XX столітті техніка генерал-басу була відроджена у вигляді «цифровки», або цифрованого басу, найбільш поширена ця техніка в джазі та естрадній музиці.